# アウトバーン 70
アウトバーン 70（ドイツ語: Bundesautobahn 70, BAB 70 または A 70）、通称マイン谷アウトバーン（Maintalautobahn）はドイツの高速道路、アウトバーンの一路線である。
バイエルン州北部を西のシュヴァインフルトから東のバイロイトまで横断し、120 kmの路線を持つ主要道路である。